# Puschkinstraße 2 (Weimar)

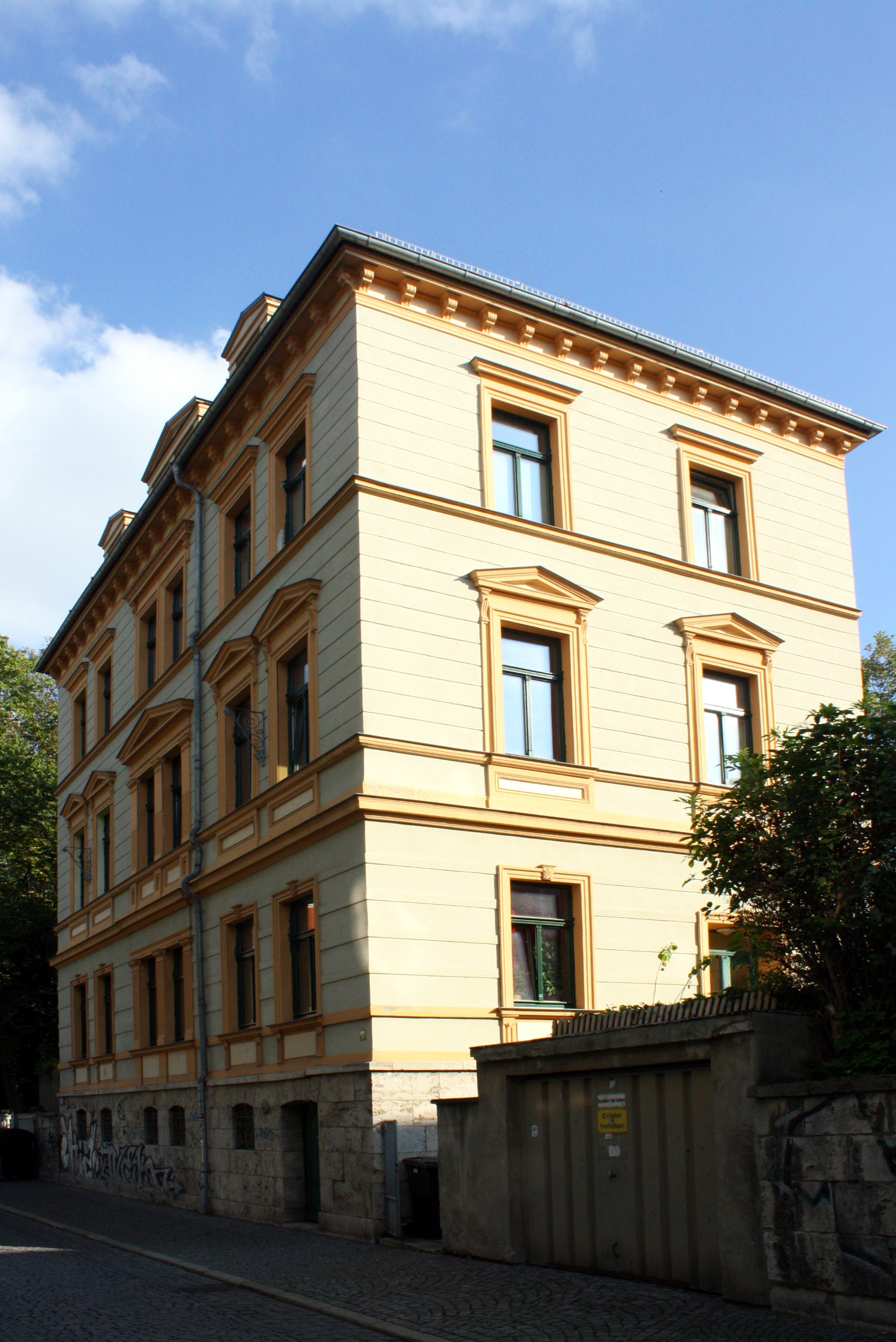
Gebäude Puschkinstraße 2 in Weimar

Das Haus Puschkinstraße 2 ist ein denkmalgeschützter dreigeschossiger Neorenaissancebau mit sechs Achsen und flach geneigtem Walmdach mit Gauben und kurzem Seitentrakt an der Südseite.
Er wurde mit trapezförmigen Grundriss nach dem Entwurf von Hugo Weiß errichtet. Der 1885/86 entstandene Bau war zunächst der einzige Neubau der neuangelegten Parkstraße, wie die Puschkinstraße damals hieß. Die Obergeschosse sind aus Holzfachwerk mit vorgelegter Mauerschale. Der Geländesprung verursacht das verstärkte Hervortreten des Souterrains. Das Gebäude besitzt eine differenzierte Putzfassade, deren Fenster mit Giebelverdachungen versehen sind. Raumstruktur und die wandfeste Ausstattung stammen aus der Erbauungszeit. Dazu zählen die Haus-, Wohnungs- und Zimmertüren, die Dielenfußböden, und die vorgezogene Holztreppe mit Stahlbalustern.